# 한스 크나퍼츠부슈

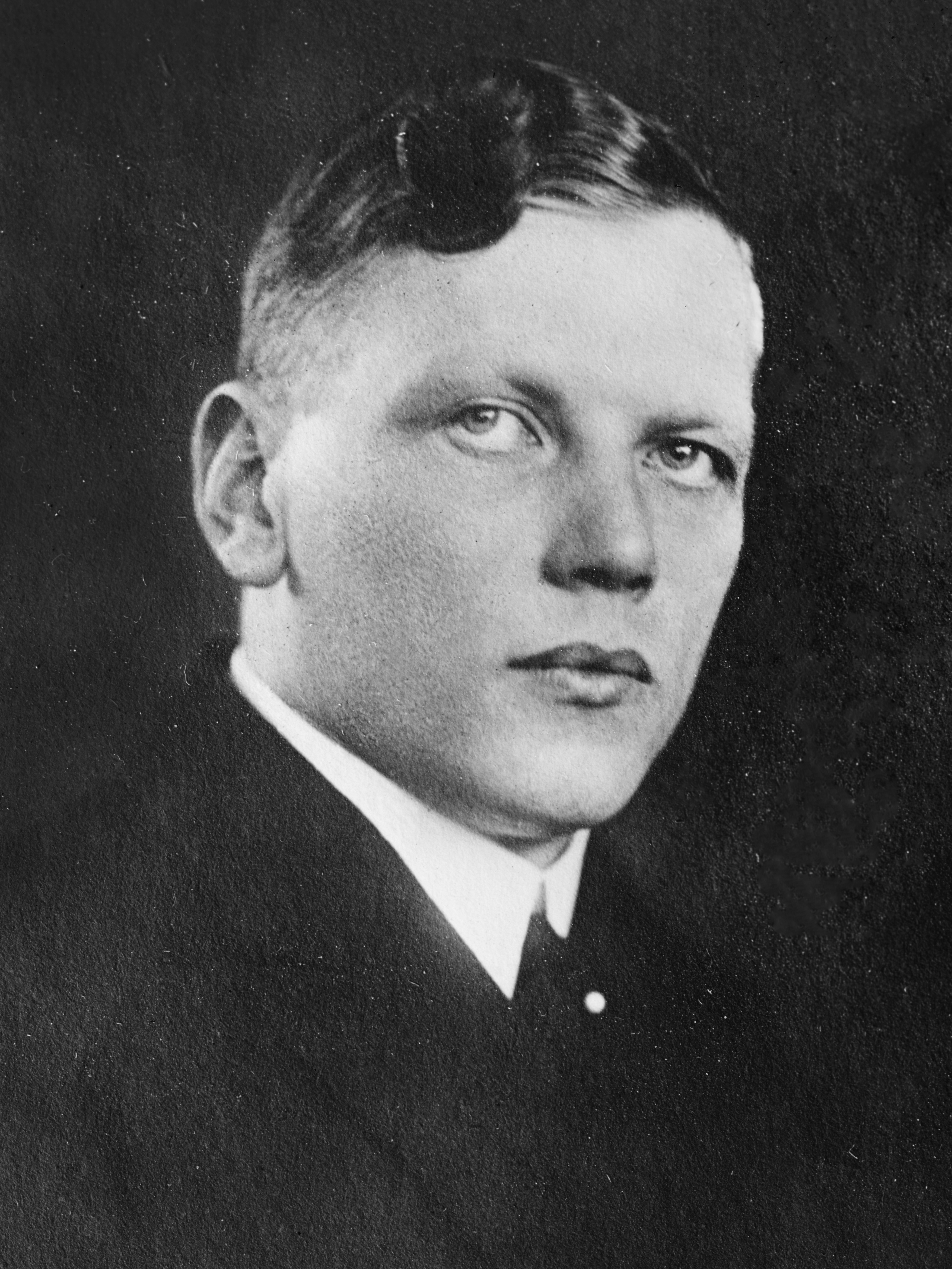
한스 크나퍼츠부슈

한스 크나퍼츠부슈(독일어: Hans Knappertsbusch, 1888년 3월 12일 ~ 1965년 10월 25일)는 독일의 지휘자이다. 특히 바그너 지휘자로서 최고의 권위를 인정받았다.
1888년 엘버펠트에서 출생하였다. 처음에는 철학을 배웠으나, 20세 때에 음악으로 전향하여 쾰른 음악원에서 공부하고, 그 후 각지의 가극장을 두루 역임하며 경력을 쌓아, 1922년 브루너 발터의 뒤를 이어 뮌헨 국립가극장의 지휘자가 되고, 1937년 이래 빈 국립가극장과 필하모닉을 지휘하는 등 착실하게 실력과 평가를 높여갔다. 제2차 세계대전 후에는 바이로이트의 바그너 축제에서 지휘자로서 활약하여 절찬을 받았으며, 1965년에 뮌헨에서 사망하였다.
크나퍼츠부슈는 일반적 지명도나 인기의 점에서는 카라얀만 못할지 모르나, 그 연주에서 보게 되는 중후한 맛, 깊은 맛에서는 푸르트벵글러 이후 최고의 존재였다. 독일낭만파, 특히 후기낭만파, 그 중에서도 바그너의 지휘에서는 상상을 뛰어넘은 거대한 표현을 보여준다. 바그너 가운데서도 유연한 무한성을 지닌 후기 악극류에서 비할 데 없는 솜씨를 보여주었다. 다른 작곡가에서는 바그너의 영향이 짙은 브루크너가 특히 평판이 높다.

## 참고 문헌
- 이 문서에는 다음커뮤니케이션(현 카카오)에서 GFDL 또는 CC-SA 라이선스로 배포한 글로벌 세계대백과사전의 내용을 기초로 작성된 글이 포함되어 있습니다.